# Edward Dodwell
Edward Dodwell (Dublino, 1767 – Roma, 14 maggio 1832) è stato un pittore, viaggiatore e scrittore di archeologia irlandese.

## Biografia

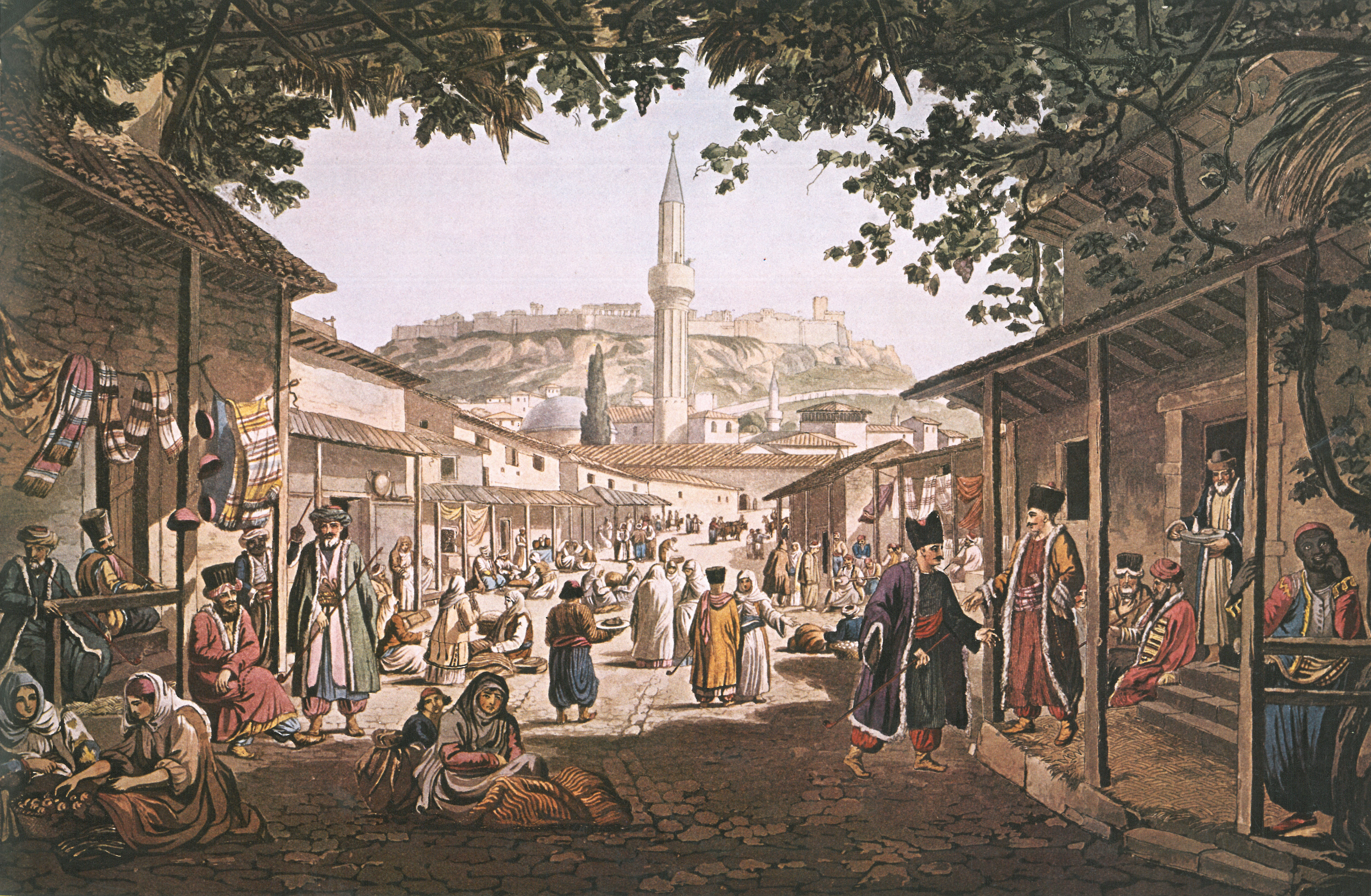
Il Bazar di Atene

Archeologo e pittore, di famiglia facoltosa, dopo aver completato gli studi al Trinity College dell'università di Cambridge (1800), si dedicò a viaggiare dapprima in Grecia (negli anni 1801, 1805 e 1806) e poi in Italia, dove rimase per il resto della sua vita risiedendo soprattutto a Napoli e a Roma. 
Nel 1818 sposò la contessina Teresa Giraud, di circa trent'anni più giovane di lui la quale, rimasta vedova, nel 1833 si risposò col conte Spaur, ministro di Baviera presso la Santa Sede. Edward Dodwell morì per i postumi di una malattia contratta durante un viaggio sui Monti Sabini.
Durante i suoi viaggi ha realizzato circa 400 disegni, mentre altri 600 furono effettuati dal pittore Simone Pomardi alle sue dipendenze.
Fu anche un grande collezionista: aveva una grande collezione di monete, 115 bronzi e 143 vasi.

## Viaggi
Fece due grandi viaggi:
- il primo nel 1801. Tappe principali: Venezia, 29 aprile; arrivo a Corfù il 27 maggio; successivamente Itaca, Patrasso, la Focide, la Beozia, Atene, le Isole egee, Troia e infine Costantinopoli.
- l'altro nel biennio 1805-1806. Tappe principali: Messina il 1º febbraio 1805, Zante, Missolungi  il 12 febbraio 1805, Delfi il 28 febbraio, Cheronea, Tebe; giunse ad Atene il 26 marzo. Visitò l'Attica e la Tessaglia, soggiornò poi ad Atene fino al settembre 1805. Giunse a Egina il 21 settembre 1805, a Salamina il 27 settembre, a Eleusi il 30 settembre. Ritornò nuovamente ad Atene dove rimase fino al 28 novembre 1805; lo si ritrova a Corinto il 1º dicembre, poi ad Argo, Micene, Epidauro, Calauria il 16 dicembre 1805; andò a Corinto dove rimase fino al 3 gennaio 1806; visitò Olimpia il 24 gennaio, Messene nel febbraio, poi Megalopoli, il Tempio di Apollo Epicurio il 17 febbraio 1806, Sparta il 27 febbraio, Tegea nel marzo, Missolungi il 2 aprile, Corfù il 23 aprile, Messina il 20 maggio, Dodwell era prigioniero di Napoleone che l'aveva autorizzato a viaggiare; al termine del suo viaggio dovette ritornare prigioniero, a Roma, dove giunse il 18 settembre 1806. Durante questo viaggio, visitò Atene, Egina e il Peloponneso in compagnia dell'archeologo inglese William Gell (1777-1836). Si sa che ebbe come compagno di viaggio anche un certo Mr Atkins.

## Opere
- Alcuni Bassirilievi della Grecia. Descritti e pubblicati in otto tavole. Roma, 1812
- Views in Greece, with thirty colored plates, 1821
- Views and Descriptions of Cyclopian or Pelasgic Remains in Italy and Greece. London, 1834; trad. in lingua francese: Vues et descriptions des constructions cyclopéennes de la Grèce et de l'Italie, avec un texte français, Paris, 1834